# Dubiel
Dubiel – wieś w Polsce położona w województwie pomorskim, w powiecie kwidzyńskim, w gminie Kwidzyn przy drodze wojewódzkiej nr 524. W centrum wsi znajduje się plac zabaw. 
Wieś szlachecka Dubiela położona była w II połowie XVI wieku w województwie malborskim. W latach 1975–1998 miejscowość administracyjnie należała do województwa elbląskiego.

## Z kart historii
W 1920 roku podczas przegranego przez Polaków plebiscytu na Powiślu miejscowa ludność opowiedziała się w 72% za Polską. Mimo opcji propolskiej mieszkańców wieś pozostała na obszarze Niemiec. W okresie międzywojennym Dubiel stanowił silny ośrodek polskości.